# Neukirch (Sassonia)
Neukirch è un comune di 1.718 abitanti della Sassonia, in Germania.
Appartiene al circondario (Landkreis) di Bautzen (targa BZ) ed è parte della comunità amministrativa (Verwaltungsverband) di Königsbrück.